# Balabəy Ağayev
Balabəy Azər oğlu Ağayev (ur. 30 września 1998) – azerski judoka. Olimpijczyk z Paryża, gdzie zajął dziewiąte miejsce w wadze ekstralekkiej.
Uczestnik mistrzostw świata w 2023 i 2024. Startował w Pucharze Świata w 2019. Srebrny medalista mistrzostw Europy w 2024; piąty w 2022. Wygrał Igrzyska solidarności islamskiej w 2021. Drugi na MŚ juniorów i trzeci na ME w 2018 roku.

## Letnie Igrzyska Olimpijskie 2024
| Konkurencja | Eliminacje          | Klas. końcowa |
| Konkurencja | Przeciwnik I        | Miejsce       |
| ----------- | ------------------- | ------------- |
| 60 kg       | Kim Won-jin (KOR) P | 9.            |